# Litocolato 6beta-idrossilasi
La litocolato 6beta-idrossilasi è un enzima appartenente alla classe delle ossidoreduttasi, che catalizza la seguente reazione:
litocolato + NADPH + H+ + O2 ⇄ 6β-idrossilitocolato + NADP+ + H2O
L'enzima è una proteina eme-tiolata (P-450). L'espressione del gene per questo enzima è 50 volte più alta nei criceti maschi rispetto alle femmine.